# Remissão completa
Remissão completa é o termo utilizado em Medicina para designar a fase da doença em que não há sinais de atividade dela, mas não é possível concluir como cura. O termo é utilizado principalmente em relação a câncer, doenças autoimunes, infectologia e psiquiatria, onde a ausência de sinais da doença não significa cura completa e tem risco de recidiva tardia. Para cada doença, dependendo das suas características, há um tempo determinado de ausência de sinais detectáveis em exames clínicos, laboratoriais e de imagem para o diagnóstico da fase de remissão, como por exemplo o câncer que tem como tempo estimado um período de cinco anos.